# Język erokwanas
Język erokwanas – język austronezyjski używany w indonezyjskiej prowincji Papua Zachodnia (rejon zatoki  Berau, kabupaten Fakfak). Według danych z 2000 roku posługuje się nim 200 osób.
Jego użytkownicy zamieszkują wsie Goras i Darembang. Jest blisko spokrewniony z językiem bedoanas (przypuszczalnie oba etnolekty można klasyfikować jako dialekty jednego języka). Niewykluczone, że dialekt darembang powinien być rozpatrywany jako odrębny od erokwanas. 
Jest potencjalnie zagrożony wymarciem. Z dostępnych danych wynika, że posługują się nim przede wszystkim osoby dorosłe. Znajduje się pod presją innych języków (baham, indonezyjskiego).